# Rory Gibbs
Rory Gibbs (3 de abril de 1994) é um remador britânico, campeão olímpico.

## Carreira
Gibbs começou a remar depois de sofrer lesões jogando rúgbi. Ele foi educado na Millfield School e na Universidade Oxford Brookes, onde começou a remar relativamente tarde.
Correndo por Oxford Brookes, Gibbs desfrutou de uma incrível sequência de vitórias na Henley Royal Regatta enquanto avançava em seus estágios de desenvolvimento - em 2016, uma vitória na Temple Challenge Cup (para oitos universitários); em 2017 e 2018, vitória no Ladies' Challenge Plate (para oitos de clube e universitários abaixo do padrão internacional); em 2019, a Stewards' Challenge Cup (para quatros sem timoneiro de clube e universitário). Em 2022, ele venceu a Grand Challenge Cup (o evento de fita azul em Henley) na proa de uma equipe composta Leander/ Oxford Brookes.
Gibbs fez a primeira seleção nacional para a Grã-Bretanha no oito masculino sub-23 para o Campeonato Mundial de Remo Sub-23 de 2015 em Plovdiv. Essa equipe remou para uma quinta colocação. Em 2016, Gibbs foi selecionado para o quatro timoneiro britânico para o Campeonato Mundial Sub-23 e outra quinta colocação geral.
Em 2022, Gibbs foi selecionado para o assento de proa do oitavo masculino sênior da Grã-Bretanha. Naquela temporada internacional, o oitavo ganhou ouro em duas Copas Mundiais de Remo e no Campeonato Europeu de Remo de 2022. Gibbs no oitavo britânico ganhou ouro e um título de campeonato mundial no Campeonato Mundial de Remo de 2022 em Račice. Em 2023, Gibbs ganhou um segundo campeonato mundial consecutivo no oitavo masculino no Campeonato Mundial de Remo de 2023 em Belgrado. Nos Jogos Olímpicos de Verão de 2024, em Paris, conquistou a medalha de ouro na competição do oito com masculino ao lado de Morgan Bolding, Sholto Carnegie, Thomas Ford, Jacob Dawson, Charles Elwes, Thomas Digby, James Rudkin e Harry Brightmore, com o tempo de 5:22.88.